# Мангуст ліберійський
Liberiictis kuhni (Мангуста ліберійська) — ссавець, представник ряду хижих із родини мангустових. Відомий тільки по проживанню в північно-східній Ліберії й на заході Кот-д'Івуару. Мешкає в первинних і вторинних лісах, і знаходяться в основному в болотистих лісах і руслах річок з піщаними ґрунтами, де поширені дощові черв'яки.

## Етимологія
Вид названий на честь доктора Ханса-Юрга Куна (нім. Hans-Jurg Kuhn), німецького анатома й зоолога, професора анатомії в Ґеттінгенському університеті, автора численних наукових праць про ссавців, у тому числі «A Provisional Check-list of the Mammals of Liberia» (Попередній список ссавців Ліберії), 1965.

## Морфологія
Морфометрія. самці — довжина голови й тіла: 423 мм, довжина хвоста: 197 мм, самки — довжина голови й тіла: 478 мм, довжина хвоста: 205 мм, вага: 2.3 кг.
Опис. Переважаючий колір шерсті темно-коричневий. Горло бліде, хвіст злегка двоколірний, ноги темні. тіло кремезна, впадають в очі темні смуги з боків шиї.

## Поведінка
Довгі кігті на передніх ногах, довга мобільна мордочка і слабкі зуби вказують на те, що це наземна, в основному комахоїдна тварина. Є дані, що раціон також включає хробаків, яйця і невеликих хребетних. Живуть у норах і порожнинах дерев невеликими групами. Люди з області проживання цієї мангусти говорять, що бачили її тільки на землі.

## Відтворення
Ймовірно, що сезон розмноження збігається з сезоном дощів, з травня по вересень.

## Загрози та охорона
Загрози включають втрату місць проживання внаслідок сільського господарства, лісозаготівлю й полювання з собаками, дробовиками і пастками. Вони також можуть бути вразливі через використання пестицидів у лісових насадженнях, оскільки хробаки, як відомо, накопичують токсини на рівні небезпечному для ссавців — хижаків. Проживає на деяких природоохоронних територіях.